# Rábapaty
Rábapaty [rábapať] je obec v Maďarsku v župě Vas, spadající pod okres Sárvár. Nachází se v blízkosti řeky Ráby, asi 6 km severně od Sárváru, 30 km severovýchodně od Szombathely a asi 199 km jihozápadně od Budapešti. V roce 2024 zde žilo 1 715 obyvatel.
Obec se skládá ze tří částí: severní Felsőpaty, střední Alsópaty a jihovýchodní Rábabogyoszló. Všechny tyto vesnice byly původně samostatnými obcemi. Ke sloučení Alsópaty a Rábabogyoszló došlo v roce 1950, obec získala název Rábapaty. V roce 1974 bylo k Rábapaty připojeno i Felsőpaty. První písemná zmínka o osadě s názvem Paty pochází z roku 1293, vesnice Rábabogyoszló je zmíněna o několik let dříve, v roce 1274.
Přes Rábapaty prochází hlavní silnice 84 a vedlejší silnice 8447, která přichází z obce Jákfa a končí v Rábapaty. Nachází se zde kostel Narození Panny Marie a zámek Felsőbüki Nagy-kastély.

## Sousední obce
| Růžice kompasu | Pósfa, Hegyfalu | Zsédeny  | Jákfa           | Růžice kompasu |
| Růžice kompasu | Ölbő            | Sever    | Ostffyasszonyfa | Růžice kompasu |
| Růžice kompasu | Ölbő            | Rábapaty | Ostffyasszonyfa | Růžice kompasu |
| Růžice kompasu | Ölbő            | Jih      | Ostffyasszonyfa | Růžice kompasu |
| Růžice kompasu | Sárvár          |          |                 | Růžice kompasu |